# Rudolf Braune (Admiral)
Rudolf Julius Braune (* 19. August 1845 in Dessau; † 11. Juni 1909 in Badenweiler) war ein deutscher Sanitätsoffizier der Kaiserlichen Marine, zuletzt Marinegeneralarzt.

## Leben
Rudolf Braune besuchte von 1855 bis 1860 in seiner Geburtsstadt das Gymnasium und kam anschließend bis 1864 an das Pädagogium nach Züllichau.
Seine ärztliche Ausbildung erhielt er an den Universitäten Leipzig, Breslau, Berlin und Prag.
Ende April 1868 schloss er an der Universität Breslau seine Promotion mit dem Thema Ueber das Tarnier'sche Verfahren zur Einleitung der Frühgeburt ab. 1869 bestand er die Staatsprüfung und kam am 1. Mai 1869 als Einjährig-Freiwilliger Arzt in das Garde-Grenadier-Regiment 2. Hier wurde er am 1. November 1869 Unterarzt. Mit seiner Beförderung zum Marine-Assistenzarzt II. Klasse am 24. März 1870 wechselte er vom Heer in die Marine des Norddeutschen Bundes.
Während des Deutsch-Französischen Kriegs von 1870 bis 1871 war er vom 30. April 1870 bis 21. April 1871 Hilfsarzt auf der Kronprinz und kam dann vom 22. April 1871 bis 4. Dezember 1873 als Schiffsarzt auf die Delphin, welche in diesem Zeitraum wieder in Dienst gestellt war. Ab 15. April 1874 war er Schiffsarzt auf der Niobe, wurde am 30. Juni 1874 Oberassistenzarzt und blieb dies bis 20. September 1874. Vom 1. Oktober 1874 bis 11. Mai 1876 war er Divisionsarzt der I. Matrosen-Division sowie der I. Werft-Division und Oberarzt der Marineschule. Seine Beförderung zum Stabsarzt folgte am 29. Dezember 1874. Anschließend war er bis 3. April 1877 Arzt am Garnisonslazarett Friedrichsort und wurde dann erneut Schiffsarzt auf der Niobe. Vom 26. September 1877 bis 27. August 1878 stand er zur Verfügung des Stationsarztes der Marinestation der Ostsee, war dann zunächst bis 5. September 1878 und dann wiederum vom 1. Oktober 1878 bis 16. Oktober 1880 Schiffsarzt auf der Sedan bzw. Prinz Adalbert. Vom 17. Oktober 1880 bis 31. März 1882 war er erneut Divisionsarzt der I. Werft-Division und stand anschließend bis 30. September 1882 wieder zur Verfügung des Stationsarztes der Marinestation der Ostsee. Anschließend war er vom 1. Oktober 1878 bis 30. September 1882 Leibarzt des Prinzen Heinrich von Preußen, dann vom 1. Oktober 1882 bis 30. April 1883 Oberarzt der Marineakademie und -schule in Kiel. Es folgte ein weiterer Einsatz als Schiffsarzt, nun bis 27. September 1883 erneut auf der Kronprinz, wo er bis 29. Juli 1886 zur Verfügung des Stationsarztes der Marinestation der Nordsee gestellt war. Am 22. Juni 1886 war er Marine-Oberstabsarzt II. Klasse geworden. Er wurde Schiffsarzt auf der Baden und diente zeitgleich als Geschwaderarzt des Manövergeschwaders bis am 25. September 1886, er blieb aber noch fünf Tage länger auf der Baden. Vom 19. April 1887 bis 7. Oktober 1887 war er Schiffsarzt auf der König Wilhelm, wobei er bis 11. September 1887 zugleich Divisionsarzt der I. Division des Manövergeschwaders und Geschwaderarzt des Manövergeschwaders war. Vom 8. Oktober 1887 bis 6. Februar 1888 stand er erneut zur Verfügung des Stationsarztes der Marinestation der Ostsee. Er kam zurück an das Garnisonslazarett Friedrichsort und war hier bis 31. März 1891 Chefarzt. Am 16. April 1889 wurde er Oberstabsarzt I. Klasse. Vom 1. Oktober 1889 bis 31. März 1891 war er zugleich mit der Wahrnehmung der Geschäfte des Abteilungsarztes der I. Matrosen-Artillerie-Abteilung beauftragt. Anschließend war er für zwei Jahre Divisionsarzt der I. Matrosen-Division in Kiel und zugleich Abteilungsarzt der 1. Abteilung der Division. Von Anfang Mai 1893 bis Ende Juni 1893 stand er zur Verfügung des Stationsarztes der Marinestation der Nordsee. Im Juli 1893 kurz mit der Wahrnehmung der Geschäfte als Chefarzt und Garnisonsarzt des Marinelazaretts Wilhelmshaven beauftragt, hatte er regulär das Kommando vom 24. Juli 1893 bis 27. Januar 1895 inne. Vom 28. Januar 1895 bis 27. September 1903 war er Stationsarzt der Marinestation der Ostsee. Ab 18. Februar 1902 war er zusätzlich noch Vorstand des Sanitätsamtes in Wilhelmshaven.
Am 27. September 1903 wurde er auf eigenen Wunsch hin mit der Verleihung des Ranges als Konteradmiral aus der Marine verabschiedet.
Bis Ende November 1891 war er u. a. mit dem Ritterkreuz 2. Klasse der Herzoglich Anhaltinischen Albrecht des Bären Ordens, dem Offizierkreuz des Ordens der Italienischen Krone, dem Offizierkreuz des Kaiserlich Japanischen Verdienstordens der aufgehenden Sonne, dem Großherzoglich Türkischen Medjidie-Orden 4. Klasse ausgezeichnet worden und war Offizier des Tunesischen Nischan el Iftikhar.

## Werke (Auswahl)
- Die Aufgaben des Sanitätsdienstes bei kriegerischen Expeditionen in tropischen und subtropischen Gegenden. Beiheft 41 zum Marineverordnungsblatt 1883.